# العلاقات الباربادوسية الناميبية
العلاقات الباربادوسية الناميبية هي العلاقات الثنائية التي تجمع بين باربادوس وناميبيا.

## مقارنة بين البلدين
هذه مقارنة عامة ومرجعية للدولتين:
| وجه المقارنة                                              | باربادوس       | ناميبيا      |
| --------------------------------------------------------- | -------------- | ------------ |
| المساحة (كم2)                                             | 439            | 825.62 ألف   |
| عدد السكان (نسمة)                                         | 285.72 ألف     | 2.53 مليون   |
| الكثافة السكانية (ن./كم²)                                 | 65.08 ألف      | 3.06         |
| العاصمة                                                   | بريدج تاون     | ويندهوك      |
| اللغة الرسمية                                             | لغة إنجليزية   | لغة إنجليزية |
| العملة                                                    | دولار بربادوسي | دولار ناميبي |
| الناتج المحلي الإجمالي (بليون دولار)                      | 4.80 مليار     | 13.24 مليار  |
| الناتج المحلي الإجمالي (تعادل القوة الشرائية) بليون دولار | 4.66 مليار     | 25.60 مليار  |
| الناتج المحلي الإجمالي الاسمي للفرد دولار أمريكي          | 15.43 ألف      | 4.67 ألف     |
| الناتج المحلي الإجمالي للفرد دولار أمريكي                 | 16.06 ألف      | 9.96 ألف     |
| مؤشر التنمية البشرية                                      | 0.795          | 0.628        |
| رمز المكالمات الدولي                                      | +1246          | +264         |
| رمز الإنترنت                                              | .bb            | .na          |
| المنطقة الزمنية                                           | 00             | ت ع م+02:00  |

## منظمات دولية مشتركة
يشترك البلدان في عضوية مجموعة من المنظمات الدولية، منها:
| علم المنظمة | اسم المنظمة                                 | تاريخ انضمام باربادوس | تاريخ انضمام ناميبيا |
| ----------- | ------------------------------------------- | --------------------- | -------------------- |
|             | يونسكو                                      | 24 أكتوبر 1968        | 2 نوفمبر 1978        |
|             | وكالة ضمان الاستثمار متعدد الأطراف          | 12 أبريل 1988         | 25 سبتمبر 1990       |
|             | الأمم المتحدة                               | 9 ديسمبر 1966         | 23 أبريل 1990        |
|             | مجموعة دول أفريقيا والكاريبي والمحيط الهادئ | ?                     | ?                    |
|             | دول الكومنولث                               | ?                     | ?                    |
|             | الاتحاد البريدي العالمي                     | ?                     | ?                    |
|             | البنك الدولي للإنشاء والتعمير               | 12 سبتمبر 1974        | 25 سبتمبر 1990       |
|             | الاتحاد الدولي للاتصالات                    | 16 أغسطس 1967         | 25 يناير 1984        |
|             | منظمة حظر الأسلحة الكيميائية                | ?                     | ?                    |
|             | مؤسسة التمويل الدولية                       | 25 يونيو 1980         | 25 سبتمبر 1990       |
|             | منظمة التجارة العالمية                      | ?                     | ?                    |
|             | منظمة الشرطة الجنائية الدولية               | ?                     | ?                    |

## وصلات خارجية
- موقع وزارة الخارجية الباربادوسية